# Sergueï Terechtchenko (homme politique)
Pour les articles homonymes, voir Sergueï Terechtchenko et Terechtchenko.
Sergueï Aleksandrovitch Terechtchenko (en kazakh et en russe : Сергей Александрович Терещенко), né le 30 mars 1951 à Lessozavodsk et mort le 10 février 2023, est un homme d'État kazakh, Premier ministre du 14 octobre 1991 au 12 octobre 1994.

## Biographie
Sergueï Terechtchenko naît dans la ville de Lessozavodsk, dans le kraï du Primorié (RSFS de Russie, Union soviétique). En 1969, il s'installe au Kazakhstan, où il étudie le génie mécanique à l'université agraire nationale du Kazakhstan ; il en sort diplômé en 1973. Il est ensuite envoyé comme ingénieur en chef à la ferme collective de Tchimkent (actuelle Chymkent). En 1975, il est élu Premier secrétaire du comité du Komsomol du raïon de Tioulkoubas (en), où il officie pendant quatre ans. Au cours des sept années qui suivent son départ de ce poste, il occupe des fonctions dirigeantes et exécutives au sein de l'antenne locale du Parti à Tchimkent.
Au printemps 1990, il travaille comme suppléant du président du Soviet suprême de la RSS kazakhe. Environ un an et demi après avoir quitté ce poste, il devient Premier secrétaire du comité central du Parti communiste de Tchimkent. Au cours des mois restants de 1991, Terechtchenko occupe le poste de Premier ministre de la RSS kazakhe. Lorsque le pays accède à l'indépendance, le 16 décembre 1991, il est nommé au poste nouvellement crée de Premier ministre du Kazakhstan. Au cours de son mandat, son gouvernement commence à privatiser des entreprises auparavant gérées par l'État. Il soutient également un renforcement du pouvoir exécutif dans le but de mettre en œuvre des réformes économiques dans le pays.
À la fin du mois de mai 1994, Sergueï Terechtchenko et son gouvernement font face à une motion de censure déposée par le Parlement du Kazakhstan. Il réussit cependant à se maintenir en poste pendant quelques mois, jusqu'à ce qu'il soit renvoyé par le président Noursoultan Nazarbaïev le 12 octobre 1994 à la suite d'un scandale de corruption impliquant son ministre de l'Intérieur. Remplacé dans ses fonctions par Akéjan Kajégueldine, il se retire de la fonction publique. Après son limogeage, il devient président de la Fondation internationale « Intégration », dont le principal objectif est de lancer un processus de géointégration du Kazakhstan dans l'espace économique, politique et culturel du monde moderne. En 1998, il fait partie des partisans de la réélection de Noursoultan Nazarbaïev à la présidence.
Sergueï Terechtchenko meurt le 10 février 2023 à l'âge de 72 ans,.